# Chryseococcus arecae
Chryseococcus arecae är en insektsart som först beskrevs av William Miles Maskell 1890.  Chryseococcus arecae ingår i släktet Chryseococcus och familjen ullsköldlöss. Inga underarter finns listade i Catalogue of Life.